# Rudka (województwo warmińsko-mazurskie)
Rudka (niem. Hamerudau) – wieś w Polsce położona w województwie warmińsko-mazurskim, w powiecie szczycieńskim, w gminie Szczytno. W latach 1975–1998 miejscowość położona była w województwie olsztyńskim.
Rudka jest wsią dość dużą, w 2004 r. miała 579 mieszkańców. W miejscowości jest m.in. szkoła podstawowa. Dojazd do Rudki przebiega utwardzoną drogą na południowy wschód od Szczytna, od granic miasta jest ok. 2,5 km. Rudka jest najdalszą wsią, do której dojeżdża jedna z linii komunikacji miejskiej Szczytna. Jeżdżą też tam autobusy podmiejskie. Wieś posiada własny cmentarz.

## Historia
Na funkcjonowanie Rudki od samego jej początku duży wpływ, pomimo niewielkich rozmiarów, miała rzeka Wałpusza. W młodszej epoce kamienia stanowiła ona, wraz z jeziorem Wałpusz, duże centrum osadnicze. Na terenie obecnej wsi, w zakolu rzeki Wałpuszy, znajdowało się w późnej epoce kamienia osiedle. Znaleziona na terenie wsi siekierka z brązu z szerokim półkolistym ostrzem świadczyć może o obecności człowieka w okolicach Rudki już w epoce brązu. Prawdopodobnie pierwsi mieszkańcy osady zajmowali się wypalaniem węgla drzewnego. Pod koniec XIV w. zwrócono uwagę na znajdujące się w okolicy pokłady rudy darniowej. Postanowiono uruchomić kuźnię hutniczą. Pierwsza wzmianka o niej pochodzi z 1387 r., była zaczątkiem wsi, kazał ją założyć Zakon Krzyżacki. Według rejestru z 1466 r. kuźnica w Rudce dostarczała rocznie dla komtura elbląskiego, tytułem daniny czynszowej, 12 funtów okrętowych żelaza (ok. 2,5 tony).
W 1634 roku kuźnica spłonęła, a na jej miejscu powstał młyn wodny i tartak. W rejestrze szczycieńskiego kościoła zapisano, że Rudka jest wsią ziemiańską z 14 włókami. Natomiast w 1741 roku otrzymała zapis na 7 włók na prawie chełmińskimi i była odtąd wsią czynszową. W 1782 r. liczyła 9 dymów. W 1858 r. już 21 dymów i ponad 12 włók. W 1939 r. liczyła 343 mieszkańców. W czasie II wojny światowej na terenie Rudki przebywali robotnicy przymusowi. W styczniu 1945 r. po ataku Armii Czerwonej na Prusy Wschodnie, wielu mieszkańców ewakuowało się, część pozostała. Po przejściu frontu zaczęła napływać tu ludność z Mazowsza. Rozpoczęła działalność polska szkoła. Pierwszym sołtysem wsi był Kazimierz Kachel. W latach sześćdziesiątych działało kółko rolnicze. Od 1972 Rudka uzyskała połączenie PKS ze Szczytnem. Przez wiele lat funkcjonował tu Wiejski Dom Kultury. W latach osiemdziesiątych zawiązała się Solidarność Rolników Indywidualnych.

## Zabytki
- Budownictwo drewniane, chałupy nr 14, 19, 22,28, 35, 38, 47
- Murowana szkoła z 1913 r., później powiększona i rozbudowana o aulę.